# Ссылочная целостность
Ссы́лочная це́лостность (англ. referential integrity) — корректность значений внешних ключей реляционной базы данных.
Задача поддержки, или обеспечения ссылочной целостности заключается в том, чтобы предотвращать или устранять нарушение корректности значений внешних ключей при внесении изменений в базу данных путём коррекции значений внешних ключей, если это возможно, или отмены операции редактирования, если такая коррекция невозможна.

## Определение
Связи между данными, хранимыми в разных отношениях, в реляционной БД устанавливаются с помощью использования внешних ключей — для установления связи между кортежем из отношения A с определённым кортежем отношения B в предусмотренные для этого атрибуты кортежа отношения A записывается значение первичного ключа (а в общем случае значение потенциального ключа) целевого кортежа отношения B. Таким образом, всегда имеется возможность выполнить две операции:
- определить, с каким кортежем в отношении B связан определённый кортеж отношения A;
- найти все кортежи отношения A, имеющие связи с определённым кортежем отношения B.

Благодаря наличию связей в реляционной БД можно хранить факты без избыточного дублирования, то есть в нормализованном виде. Ссылочная целостность может быть проиллюстрирована следующим образом:
Дана пара отношений A и B, связанных внешним ключом. Первичный ключ отношения B — атрибут B.key. Внешний ключ отношения A, ссылающийся на B — атрибут A.b. Ссылочная целостность для пары отношений A и B имеет место тогда, когда выполняется условие: для каждого кортежа отношения A существует соответствующий кортеж отношения B, то есть кортеж, у которого (B.key = A.b). 
База данных обладает свойством ссылочной целостности, когда для любой пары связанных внешним ключом отношений в ней условие ссылочной целостности выполняется.
Если вышеприведённое условие не выполняется, говорят, что в базе данных нарушена ссылочная целостность. Такая БД не может нормально эксплуатироваться, так как в ней разорваны логические связи между зависимыми друг от друга фактами. Непосредственным результатом нарушения ссылочной целостности становится то, что корректным запросом не всегда удаётся получить корректный результат.

## Поддержание ссылочной целостности в БД
СУБД имеют механизм автоматического поддержания ссылочной целостности. Любая операция, изменяющая данные в таблице, вызывает автоматическую проверку ссылочной целостности. При этом:
- При операции добавления записи автоматически проверяется, ссылаются ли внешние ключи в этой записи на существующие записи в заявленных при описании связанных таблицах. Если выясняется, что операция приведёт к появлению некорректных ссылок, она не выполняется — система возвращает ошибку.
- При операции редактирования записи проверяется:
  - если изменяется её первичный ключ и на данную запись имеются ссылки, то операция редактирования завершается с ошибкой;
  - если изменяется какой-то из внешних ключей, хранящихся в этой записи, и после изменения внешний ключ будет ссылаться на несуществующую запись, то операция редактирования завершается с ошибкой.
- При операции удаления записи проверяется, нет ли на неё ссылок. Если ссылки имеются, то возможно три варианта дальнейших действий (фактически выполняемый зависит от СУБД и от выбора программиста, который он должен сделать при описании связи):
  - Запрет — удаление блокируется и возвращается ошибка.
  - Каскадное удаление — в одной транзакции производится удаление данной записи и всех записей, ссылающихся на данную. Если на удаляемые записи также есть ссылки и настройки также требуют удаления, то каскадное удаление продолжается дальше. Таким образом, после удаления данной записи в базе не остаётся ни одной записи, прямо или косвенно ссылающейся на неё. Если хотя бы одну из ссылающихся записей удалить не получается (либо для неё настроен запрет, либо происходит какая-либо другая ошибка), то все удаления запрещаются.
  - Присвоение NULL — во все внешние ключи записей, ссылающихся на данную, записывается маркер NULL. Если хотя бы для одной из ссылающихся записей это невозможно (например, если поле внешнего ключа описано как NOT NULL), то удаление запрещается.